# Live Licks
Live Licks är ett livealbum utgivet av The Rolling Stones i november 2004. Det spelades in under deras årslånga turné Licks Tour 2002-2003, följande samlingsalbumet Forty Licks.
Solomon Burke gör ett gästspel på sin egen "Everybody Needs Somebody to Love", som The Rolling Stones gjorde en cover av på Rolling Stones No. 2. Sheryl Crow sjunger på "Honky Tonk Women".

## Låtlista

### Skiva ett
1. "Brown Sugar" - 3:50
2. "Street Fighting Man" - 3:43
3. "Paint It Black" - 3:44
4. "You Can't Always Get What You Want" - 6:45
5. "Start Me Up" - 4:02
6. "It's Only Rock 'N Roll (But I Like It)" - 4:54
7. "Angie" - 3:29
8. "Honky Tonk Women" - 3:24
9. "Happy" - 3:37
10. "Gimme Shelter" - 6:50
11. "(I Can't Get No) Satisfaction" - 4:54

### Skiva två
1. "Neighbours" - 3:40
2. "Monkey Man" - 3:40
3. "Rocks Off" - 3:41
4. "Can't You Hear Me Knocking" - 10:02
5. "That's How Strong My Love Is" - 4:44
6. "The Nearness of You" - 4:34
7. "Beast of Burden" - 4:08
8. "When the Whip Comes Down" - 4:28
9. "Rock Me, Baby" - 3:50
10. "You Don't Have to Mean It" - 4:34
11. "Worried About You" - 6:00
12. "Everybody Needs Somebody to Love" - 6:34